# Milenija Marušić
Milenija Marušić (Valjevo, 1941) je jugoslovenska i sprska arhitektica.Trenutno radi kao stručni savetnik u Institutu za arhitekturu i urbanizam Srbije u Beogradu. Autor je mnogobrojnih građevina i arhitektonsko-urbanističkih kompleksa, a koje je sve ostvarila u saradnji sa svojim mužem, arhitektom profesorom Arhitektonskog fakulteta u Beogradu, Darkom Marušićem. U višedecenijskoj karijeri, autorski i bračni par Marušić specijalizovao se u oblasti stambene arhitekture, gde je i postigao najviše rezultate i osvojio mnogobrojne prestižne nagrade i priznanja.

## Biografija
Milenija je rođena je u Valjevu, u Kraljevini Jugoslaviji 1940. godine, gde je i završila osnovno i srednje obrazovanje. Nakon toga,1960. godine, odlazi u Beograd na studije arhitekture, a pet godina kasnije diplomira u ateljeu profesora Uroša Martinovića sa najvišom ocenom. Nakon studija, Milenija Marušić se zaposlila u Institutu za arhitekturu i urbanizam, u okviru koga je, zajedno sa suprugom Darkom Marušićem, realizovala sve svoje rpojekte. Učestvovala je na međunarodnom seminaru Čovekova sredina u Ženevi 1970. godine, kao jedina učesnica iz Jugoslavije. Od naredne, pa do 1973. godine, učestovala je u nastavi Arhitektonskog fakulteta kao gostujući asistent na predmetu Urbanističko projektovanje. Ipak, pedagoški rad prepustila je suprugu Darku, a sama se potpuno fokusirala na praktični rad. Ovaj tandem, projektovao je i izveo preko 50 uspešnih ostvarenja, od čega najviše stambenih objekata, od kojih se izdvajaju Blok 61 i 62, stambeni kompleks Cvećara na Dedinju, naselje Cerak Vinogradi, stambeno-poslovni objekat u Bulevaru kralja Aleksandra, stambeno-poslovni objekat u Buvaleru revolucije u Novom Sadu, ali i zgrada Metals banke, takođe u Novom Sadu. U njihovom opusu, tipom i vizuelnom prezentacijom, izdvaja se objekat benzinske stanice u Mirijevu, koji je, nažalost, srušen devedesetih godina prošlog veka.
Arhitektonski opus bračnog i autorskog para, odlikuje istančan osećaj za kontekstualizaciju, bilo da se radi o prirodnom ili zatečenom urbanom ambijentu. Projektovali su uvek težeći da kreiraju humaniju arhitekturu, u skladu sa čovekovim potrebama, uvek afirmišući kvalitete zatečenog prirodnog ambijenta. Očigledna je neodvojivost arhitekture i urbanizma u njihovom radu, čineći tako svako delo kompletnim, što je i bilo prepoznato u tadašnjoj stručnoj javnosti i stoga višestruko nagrađivano. Za kompleks naselja Cerak Vinogradi nagrađeni su Oktobarskom nagradom grada Beograda, 1981. godine, a za grupaciju porodičnih kuća Cvećara dobili su Nagradu lista Borba, za najbolje arhitektonsko ostvarenje u Jugoslaviji 1993. godine. Stambeno-poslovni objekat u Novom Sadu nagrađen je specijalnim priznanjem DaNS-a, za poseban doprinos arhitektonskom stvaralaštvu 1999. godine, a za stambeno-poslovni objekat u Bulevaru kralja Aleksandra u Beogradu, nagrađeni su Godišnjom nagradom Saveza arhitekata Srbije 2000. godine, a iste godine je benzinska stanica u Mirijevu dobila je Posebno priznanje 25. Salona arhitekture u Beogradu. Među objekte sa najviše priznanja para Marušić spadaju Metals banka u Novom Sadu i vrtić Plava ptica u okviru naselja Cerak Vinogradi. Između ostalog, Metals banka nagrađena je Godišnjom nagradom Inženjerske komore Srbije za izuzetno dostignuće u struci 2008. godine, a vrtić Plava ptica Aprilskom nagradom grada Beograda za urbanizam i arhitekturu 2012. godine. Autorski i bračni par Marušić, za celokupno stvaralaštvo nagrađen je 1993. godine Velikom nagradom Saveza arhitekata Srbije, potom Nagradom udruženja ULUPUDS-a 2018. godine i Nagradom Đorđe Tabaković, iste godine.
Milenija je takođe i članica udruženja ULUPUDS-a i dizajnera Srbije od 1985, a članica je Akademije arhitekture Srbije od 2012. godine. Autorka je više stručnih radova, urednica je jedne edicije, dve knjige i dve stručne studije. Trenutno je vodeći projektant i stručni savetnik u Institutu za arhitekturu i urbanizam Srbije i aktivno je angažovana na prezentaciji i očuvanju arhitektonske zaostavštine višedecenijskog rada sa suprugom, Darkom Marušićem.